# Peaches & Herb

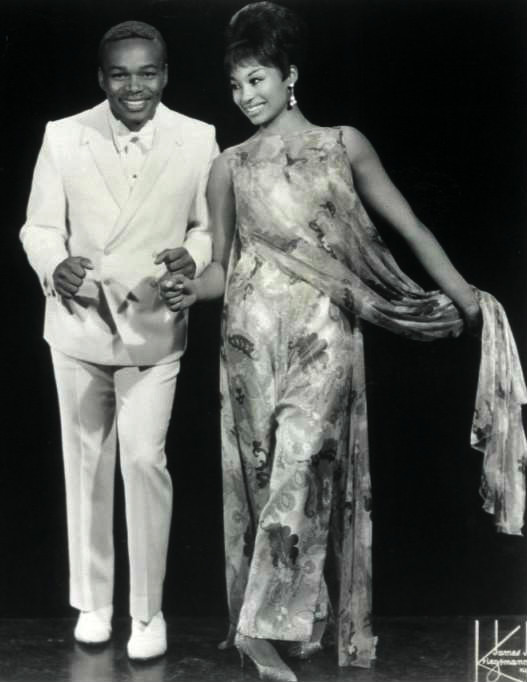
Peaches & Herb in 1968

Peaches & Herb is een Amerikaans muzikaal duo uit Washington D.C.. Het duo was eind jaren 60 populair in de Verenigde Staten en had in 1979 een succesvolle comeback, waarbij ze ook in Europa doorbraken. Herb Feemster, de mannelijke helft van het duo, is altijd de zanger van Peaches & Herb geweest. In de loop der jaren zijn er echter vijf verschillende Peaches geweest. Van deze vijf had het duo met Francine Barker (1965-1970) en Linda Greene (1976-1983) het meeste succes. Peaches & Herb zijn vooral bekend van de hit Reunited uit 1979.

## Biografie
Peaches & Herb ontstond toen in 1965 producer Van McCoy de platenwinkel binnenstapte waar Herb Feemster werkte. McCoy was bezig de meidengroep The Sweet Things te promoten. Herb wilde graag een zangcarrière en overtuigde McCoy van zijn kwaliteiten. Later waren zowel Herb als de The Sweet Things met McCoy in de studio voor opnamen. Toen er nog was studiotijd over was, kwam McCoy met het idee een duet op te nemen met Herb en de zangeres van The Sweet Things: Francine Barker. McCoy was erg tevreden over het resultaat en bracht het nummer We're in this thing together op single uit. Als groepsnaam werd Peaches & Herb gekozen. Peaches was de bijnaam van Barker, die al op jonge leeftijd door haar moeder was verzonnen. Hoewel diskjockeys weinig interesse hadden in We're in this thing together werd de B-kant, Let's fall in love wel een hit. Dat nummer was een cover van Eddy Duchins hit uit 1934. Het bereikte in 1967 in de versie van Peaches & Herb de 21e plaats in de Billboard Hot 100.
De opvolger Close your eyes, origineel van The Five Keys, haalde de top 10. Hetzelfde jaar volgden er nog drie hits met For your love, Love is strange en Two little kids. Ten tijde van Two little kids had Barker geen zin meer om op te treden en wilde ze zich richten op haar gezinsleven. Ze bleef echter wel nummers met Herb opnemen. Op het podium werd Herb sindsdien bijgestaan door Marlene Mack. In 1968 en 1969 had het duo nog wel een rij hits, maar al deze nummers benaderden niet het succes van Close your eyes. Daarom besloten Peaches & Herb in 1970 uit elkaar te gaan en Herb ging aan de slag als politieagent in Washington D.C.
Na zes jaar kreeg Herb echter weer zin om te zingen en werd Peaches & Herb heropgericht. De rol van Peaches werd deze keer ingevuld door model Linda Greene. Zij wilde een carrière als zangeres en kwam in contact met Van McCoy. Hij koppelde haar aan Herb en het duo nam een album op. Het album Peaches & Herb en de single We're still together werden echter een flop en Peaches & Herb stapten over naar producer Freddie Perren, een oude vriend van Herb. Hij bracht Peaches & Herb onder bij Polydor en daar had het duo een zeer succesvolle comeback. Het disconummer Shake your groove thing werd in 1979 een internationaal succes en haalde in Amerika de 5e plaats in de hitparade. De opvolger Reunited, een vervolg op United uit 1968, deed het zelfs nog beter en leverde de eerste en enige nummer 1-hit voor het duo op. Ook in Nederland (alleen in de Top 40) en Vlaanderen steeg het nummer door naar de eerste plaats en in eigen land kreeg het album 2 hot een platina status.
Na het succes van Reunited raakten Peaches & Herb langzaamaan weer in de vergetelheid. Het volgende album, Twice the fire uit 1980, haalde nog wel goud in eigen land, maar bracht niet zo'n succesvolle singles voort als 2 hot. Roller-skatin' mate en I pledge my love waren goed voor een respectievelijke 66e en 19e plaats in de Billboard Hot 100. Het daarop volgende album Worth the wait leverde helemaal geen hits meer op. De single Fun time werd alleen in Vlaanderen een bescheiden hitje. Toen er geen commercieel succes meer volgde, brak het duo met Freddie Perren en ging het in 1983 uit elkaar. Herb pakte toen zijn oude baantje als politieagent weer op.
In 1990 werd Peaches & Herb voor een tweede keer heropgericht; deze keer met zangeres Patrice Hawthorne. In deze samenstelling werden in de jaren 90 wel enkele albums opgenomen, maar deze bleven onopgemerkt voor het grote publiek. In 2002 volgde de vijfde Peaches: Miriamm Wright. Deze combinatie heeft geen albums opgenomen, maar treedt nog wel op. Herb is echter op zoek naar een platenmaatschappij die een album zou willen uitgeven.
Op 13 augustus 2005 overleed de originele Peaches, Francine Barker, op 58-jarige leeftijd in Maryland.

## Bezetting
- Herbert Feemster
- Francine Barker (1965-1970) (vanaf 1967 alleen nog bij opnames)
- Marlene Mack (1967-1970) (alleen bij optredens)
- Linda Greene (1976-1983)
- Patrice Hawthorne (1990-????)
- Miriamm Wright (2002-heden)

## Discografie

### Albums
| Album met eventuele hitnotering(en) in de Nederlandse Album Top 100 | Datum van verschijnen | Datum van binnenkomst | Hoogste positie | Aantal weken | Opmerkingen |
| ------------------------------------------------------------------- | --------------------- | --------------------- | --------------- | ------------ | ----------- |
| 2 hot                                                               |                       | 16-6-1979             | 5               | 16           |             |

### Singles
| Single met eventuele hitnotering(en) in de Nederlandse Top 40 | Datum van verschijnen | Datum van binnenkomst | Hoogste positie | Aantal weken | Opmerkingen |
| ------------------------------------------------------------- | --------------------- | --------------------- | --------------- | ------------ | ----------- |
| Shake your groove thing                                       |                       | 10-3-1979             | 20              | 6            |             |
| Reunited                                                      |                       | 26-5-1979             | 1(1wk)          | 13           |             |
| We've got love                                                |                       | 1-9-1979              | 21              | 6            |             |
| I pledge my love                                              |                       | 15-3-1980             | tip15           |              |             |

| Single met hitnotering(en) in de Vlaamse Ultratop 50 | Datum van verschijnen | Datum van binnenkomst | Hoogste positie | Aantal weken | Opmerkingen      |
| ---------------------------------------------------- | --------------------- | --------------------- | --------------- | ------------ | ---------------- |
| Shake your groove thing                              |                       | 1979                  | 15              |              | in de BRT Top 30 |
| Reunited                                             |                       | 1979                  | 1               |              | in de BRT Top 30 |
| We've got love                                       |                       | 1979                  | 22              |              | in de BRT Top 30 |
| I pledge my love                                     |                       | 1980                  | 30              |              | in de BRT Top 30 |
| Fun time                                             |                       | 1980                  | 18              |              | in de BRT Top 30 |

### NPO Radio 2 Top 2000
| Nummer met noteringen in de NPO Radio 2 Top 2000 | '99  | '00 | '01  |
| ------------------------------------------------ | ---- | --- | ---- |
| Reunited                                         | 1812 | -   | 1969 |

1. ↑  Een '-' betekent dat het nummer niet was genoteerd en een vetgedrukt getal geeft de hoogste notering aan.
2. ↑  Deze tabel is bijgewerkt tot en met de laatste editie (2024).